# Bentinckia
Bentinckia es un género con dos especies de plantas con flores perteneciente a la familia  de las palmeras Arecaceae.

## Distribución
Bentinckia condapanna es endémica de los Ghats occidentales del sur, donde se produce en las laderas rocosas de la región selvática de altura, mientras que Bentinckia nicobarica se limita a la selva baja de las Islas Nicobar.

## Taxonomía
El género fue descrito por Berry ex Roxb. y publicado en Flora indica; or, descriptions of Indian Plants 3: 621. 1832.
Etimología
Bentinckia: nombre genérico otorgado en honor de Lord William Henry Cavendish Bentinck (1774–1839), Gobernador General de la India 1828–1835.

## Especies
- Bentinckia condapanna
- Bentinckia nicobarica